# USS Louisville (CA-28)
USS Louisville (CA-28) – amerykański krążownik ciężki typu Northampton zwodowany 1 września 1930 roku w Bremerton, o wyporności 9006 ton.
Przyjęty do służby w United States Navy 15 stycznia 1931 roku krążownik, uzbrojony był w artylerię główną w postaci dziewięciu dział 203 mm L/55. Okręt wziął udział w wojnie na Pacyfiku, a po jej zakończeniu został wycofany ze służby 17 czerwca 1946 roku. Za swą wojenna służbę, odznaczony został trzynastoma gwiazdami battle star.